# Ishania tinga
Ishania tinga är en spindelart som först beskrevs av F. O. Pickard-Cambridge 1899.  Ishania tinga ingår i släktet Ishania och familjen Zodariidae. Inga underarter finns listade i Catalogue of Life.